# Méthode du gradient conjugué

Illustration de la méthode du gradient conjugué.

En analyse numérique, la méthode du gradient conjugué  est un algorithme pour résoudre des systèmes d'équations linéaires dont la matrice est symétrique définie positive. Cette méthode, imaginée en 1950 simultanément par Cornelius Lanczos, Eduard Stiefel et Magnus Hestenes, est une méthode itérative qui converge en un nombre fini d'itérations (au plus égal à la dimension du système linéaire). Toutefois, son grand intérêt pratique du point de vue du temps de calcul vient de ce qu’une initialisation astucieuse (dite « préconditionnement ») permet d'aboutir en seulement quelques passages à une estimation très proche de la solution exacte : c'est pourquoi, en pratique, on se borne à un nombre d'itérations bien inférieur au nombre d'inconnues.
La méthode du gradient biconjugué fournit une généralisation pour les matrices non symétriques.

## Principe
L'objectif est de minimiser la fonction {\displaystyle f:x\mapsto {\frac {1}{2}}(\mathbf {A} x,x)-(b,x)} où A est une matrice carrée symétrique définie positive de taille n.
Le calcul montre qu'une solution du problème est la solution du système {\displaystyle \mathbf {A} x=b} : en effet, on a {\displaystyle \nabla f\left(x\right)=\mathbf {A} x-b}.
Intuitivement, la fonction f peut donc être vue comme une primitive (littéralement un potentiel scalaire) du résidu {\displaystyle \mathbf {A} x-b}. En annulant le gradient de f, on obtient le vecteur x qui minimise l'erreur.

### La méthode du gradient conjugué vue comme une méthode directe
On rappelle que deux vecteurs non nuls u et v sont conjugués par rapport à A si
{\displaystyle u^{\mathrm {T} }\mathbf {A} v=0.}
Sachant que A est symétrique définie positive, on en déduit un produit scalaire
{\displaystyle \langle u,v\rangle _{\mathbf {A} }:=\langle \mathbf {A} {u},{v}\rangle =\langle {u},\mathbf {A} ^{\mathrm {T} }{v}\rangle =\langle {u},\mathbf {A} {v}\rangle ={u}^{\mathrm {T} }\mathbf {A} {v}.}
Ainsi, deux vecteurs sont conjugués s'ils sont orthogonaux pour ce produit scalaire.
La conjugaison est une relation symétrique : si u est conjugué à v pour A, alors v est conjugué à u.
Supposons que {pk} est une suite de n directions conjuguées deux à deux. Alors les {pk} forment une base de Rn, ainsi la solution x* de Ax= b dans cette base :
{\displaystyle x_{*}=\sum _{i=1}^{n}\alpha _{i}p_{i}}
Les coefficients sont donnés par
{\displaystyle {b}=\mathbf {A} {x}_{*}=\sum _{i=1}^{n}\alpha _{i}\mathbf {A} {p}_{i}.}
{\displaystyle {p}_{k}^{\mathrm {T} }{b}={p}_{k}^{\mathrm {T} }\mathbf {A} {x}_{*}=\sum _{i=1}^{n}\alpha _{i}{p}_{k}^{\mathrm {T} }\mathbf {A} {p}_{i}=\alpha _{k}{p}_{k}^{\mathrm {T} }\mathbf {A} {p}_{k}.} (car {\displaystyle \forall i\neq k,p_{i},p_{k}} sont conjugués deux à deux)
{\displaystyle \alpha _{k}={\frac {{p}_{k}^{\mathrm {T} }{b}}{{p}_{k}^{\mathrm {T} }\mathbf {A} {p}_{k}}}={\frac {\langle {p}_{k},{b}\rangle }{\,\,\,\langle {p}_{k},{p}_{k}\rangle _{\mathbf {A} }}}={\frac {\langle {p}_{k},{b}\rangle }{\,\,\,\|{p}_{k}\|_{\mathbf {A} }^{2}}}.}
On a ainsi l'idée directrice de la méthode pour résoudre le système Ax=b : trouver une suite de n directions conjuguées, et calculer les coefficients αk.

### La méthode du gradient conjugué vue comme une méthode itérative
En choisissant correctement les directions conjuguées pk, il n'est pas nécessaire de toutes les déterminer pour obtenir une bonne approximation de la solution x*. Il est ainsi possible de considérer la méthode du gradient conjugué comme une méthode itérative. Ce choix permet ainsi de considérer la résolution de systèmes de très grande taille, où le calcul de l'ensemble des directions aurait été très long.
On considère ainsi un premier vecteur x0, qu'on pourra supposer nul (sinon, il faut considérer le système Az=b − Ax0). L'algorithme va consister, partant de x0, à se « rapprocher » de la solution x* inconnue, ce qui suppose la définition d'une métrique. Cette métrique vient du fait que la solution x* est l'unique minimiseur de la forme quadratique :
{\displaystyle f(\mathbf {x} )={\frac {1}{2}}x^{\mathrm {T} }\mathbf {A} x-x^{\mathrm {T} }b,\quad x\in \mathbb {R} ^{n}.}
Ainsi, si f(x) diminue après une itération, alors on s'approche de x*.
Ceci suggère donc de prendre la première direction p1 comme l'opposé du gradient de f à x=x0. Le gradient vaut  Ax0 – b= – b, d'après notre première hypothèse. Les vecteurs suivants de la base seront ainsi conjugués au gradient, d'où le nom « méthode du gradient conjugué ».
Soit rk le résidu à la ke itération :
{\displaystyle r_{k}=b-\mathbf {A} x_{k}.\,}
Notons que rk est l'opposé du gradient de f en x=xk, ainsi, l'algorithme du gradient indique d'évoluer dans la direction rk. On rappelle que les directions pk sont conjuguées deux à deux. On veut aussi que la direction suivante soit construite à partir du résidu courant et des directions précédemment construites, ce qui est une hypothèse raisonnable en pratique.
La contrainte de conjugaison est une contrainte d'orthonormalité, aussi le problème partage des similitudes avec le procédé de Gram-Schmidt.
On a ainsi
{\displaystyle {p}_{k}={r}_{k}-\sum _{i\leq k-1}{\frac {{p}_{i}^{\mathrm {T} }\mathbf {A} {r}_{k}}{{p}_{i}^{\mathrm {T} }\mathbf {A} {p}_{i}}}{p}_{i}}
Suivant cette direction, le point suivant est donné par
{\displaystyle {x}_{k+1}={x}_{k}+\alpha _{k}{p}_{k}}
où le pas  {\displaystyle \alpha _{k}} est déterminé de manière à minimiser {\displaystyle g(\alpha )=f({x}_{k}+\alpha {p}_{k})={\frac {1}{2}}\alpha ^{2}{p}_{k}^{\mathrm {T} }\mathbf {A} {p}_{k}+\alpha {p}_{k}^{\mathrm {T} }(\mathbf {A} {x}_{k}-b)+constante};
le minimum de g est atteint pour {\displaystyle {\frac {\mathrm {d} g}{\mathrm {d} \alpha }}(\alpha _{k})=0}  et comme A est définie positive, {\displaystyle {p}_{k}^{\mathrm {T} }\mathbf {A} {p}_{k}>0} ,
on a donc :      {\displaystyle \alpha _{k}={\frac {{p}_{k}^{\mathrm {T} }(b-\mathbf {A} {x}_{k})}{{p}_{k}^{\mathrm {T} }\mathbf {A} {p}_{k}}}={\frac {{p}_{k}^{\mathrm {T} }{r}_{k}}{{p}_{k}^{\mathrm {T} }\mathbf {A} {p}_{k}}}}
Une analyse plus détaillée de cette algorithme  (un raisonnement par récurrence) montre que {\displaystyle \mathbf {r} _{i}} est orthogonal à {\displaystyle \mathbf {r} _{j}}, i.e. {\displaystyle \mathbf {r} _{i}^{\mathsf {T}}\mathbf {r} _{j}=0} pour   {\displaystyle i\neq j}  (voir ci-après) et que {\displaystyle \mathbf {p} _{i}} est {\displaystyle \mathbf {A} }-orthogonal à {\displaystyle \mathbf {p} _{j}} , i.e. {\displaystyle \mathbf {p} _{i}^{\mathsf {T}}\mathbf {A} \mathbf {p} _{j}=0} , pour {\displaystyle i\neq j}.

### Algorithme
Pour amorcer la récurrence, il faut partir d’une estimation initiale x0 du vecteur x recherché ; et le nombre d'itérations N nécessaire pour que {\displaystyle \|x_{N}-x\|<\varepsilon } (où ε est un nombre positif arbitrairement proche de zéro) dépend du x0 choisi. Malheureusement, les méthodes de « préconditionnement » à la fois sûres et générales (c'est-à-dire efficaces pour toutes sortes de matrices symétriques positives) pour former un x0 correct sont aussi elles-mêmes coûteuses en temps de calcul. En pratique, l'intuition physique, guidée par la nature physique du problème à résoudre, suggère parfois une initialisation efficace : ces idées ont donné lieu depuis plus de trente ans à une littérature spécialisée abondante.

#### Algorithme itératif en pseudo-code
L'algorithme ci-dessous résout Ax = b, où A est une matrice réelle, symétrique, et définie positive.
Le vecteur d'entrée x0 peut être une approximation de la solution initiale ou 0. Cette algorithme est issu de la méthode itérative exacte présentée dans le paragraphe précédent, les valeurs des coefficients   {\displaystyle \alpha _{k}}  semblent différentes mais en utilisant les relations de l'algorithme ci-dessous, en particulier : {\displaystyle \mathbf {p} _{k}=\mathbf {r} _{k}+\beta _{k-1}\mathbf {p} _{k-1}}, et le fait que les résidus {\displaystyle \mathbf {r} _{k}} et {\displaystyle \mathbf {r} _{k-1}} soient orthogonaux , on peut montrer par récurrence que l'on a bien : {\displaystyle \alpha _{k}={\frac {{p}_{k}^{\mathrm {T} }{r}_{k}}{{p}_{k}^{\mathrm {T} }\mathbf {A} {p}_{k}}}={\frac {r_{k}^{\mathrm {T} }{r}_{k}}{{p}_{k}^{\mathrm {T} }\mathbf {A} {p}_{k}}}}. Ci-dessous le coefficient  {\displaystyle \alpha _{k}} est choisi pour que les résidus {\displaystyle \mathbf {r} _{k+1}} et {\displaystyle \mathbf {r} _{k}} soient orthogonaux et non pas minimiser g comme dans le paragraphe précédent, mais en fait les deux approches reviennent à la même formule pour  {\displaystyle \alpha _{k}}  et le coefficient {\displaystyle \beta _{k}} est choisi pour que {\displaystyle \mathbf {p} _{k+1}} soit A-conjugué de {\displaystyle \mathbf {p} _{k}}.
{\displaystyle {\begin{aligned}&\mathbf {r} _{0}:=\mathbf {b} -\mathbf {Ax} _{0}\\&\mathbf {p} _{0}:=\mathbf {r} _{0}\\&k:=0\\&{\hbox{répéter}}\\&\qquad \alpha _{k}:={\frac {\mathbf {r} _{k}^{\mathsf {T}}\mathbf {r} _{k}}{\mathbf {p} _{k}^{\mathsf {T}}\mathbf {Ap} _{k}}}\\&\qquad \mathbf {x} _{k+1}:=\mathbf {x} _{k}+\alpha _{k}\mathbf {p} _{k}\\&\qquad \mathbf {r} _{k+1}:=\mathbf {r} _{k}-\alpha _{k}\mathbf {Ap} _{k}\\&\qquad {\hbox{si }}r_{k+1}{\hbox{ est suffisamment petit, alors on sort de la boucle}}\\&\qquad \beta _{k}:={\frac {\mathbf {r} _{k+1}^{\mathsf {T}}\mathbf {r} _{k+1}}{\mathbf {r} _{k}^{\mathsf {T}}\mathbf {r} _{k}}}\\&\qquad \mathbf {p} _{k+1}:=\mathbf {r} _{k+1}+\beta _{k}\mathbf {p} _{k}\\&\qquad k:=k+1\\&{\hbox{fin de répéter}}\\&{\hbox{Le résultat est }}\mathbf {x} _{k+1}\end{aligned}}}
Cet algorithme du gradient conjugué est celui qui est très souvent utilisé. Il est intéressant de constater que le coefficient  {\displaystyle \beta _{k}} de cet algorithme a la même expression que celui qui est utilisé dans la méthode 'Fletcher-Reeves' du gradient conjugué non-linéaire.
On peut également remarquer que  {\displaystyle x_{1}} est déduit de {\displaystyle x_{0}} en utilisant la méthode du gradient et que  prendre {\displaystyle \beta _{k}=0}, revient à appliquer la méthode du gradient et peut donc être utilisé pour réinitialiser un calcul de gradient conjugué en cours. Réinitialiser un calcul en cours peut ralentir la convergence, mais peu également en augmenter la stabilité en particulier en réduisant les erreurs dus à l'accumulation d'imprécisions numériques (round-off errors).
Les formules {\displaystyle \mathbf {x} _{k+1}:=\mathbf {x} _{k}+\alpha _{k}\mathbf {p} _{k}} et {\displaystyle \mathbf {r} _{k}:=\mathbf {b} -\mathbf {Ax} _{k}}, qui sont exactes, impliquent que les deux formules  {\displaystyle \mathbf {r} _{k+1}:=\mathbf {r} _{k}-\alpha _{k}\mathbf {Ap} _{k}} et {\displaystyle \mathbf {r} _{k+1}:=\mathbf {b} -\mathbf {Ax} _{k+1}} sont mathématiquement équivalentes. La première formule {\displaystyle \mathbf {r} _{k+1}:=\mathbf {r} _{k}-\alpha _{k}\mathbf {Ap} _{k}} est utilisé dans l'algorithme pour éviter une multiplication supplémentaire par {\displaystyle \mathbf {A} } car le vector {\displaystyle \mathbf {Ap} _{k}} est déjà calculé pour  évaluer {\displaystyle \alpha _{k}}. La deuxième formule  {\displaystyle \mathbf {r} _{k+1}:=\mathbf {b} -\mathbf {Ax} _{k+1}} peut par contre être plus précise car elle réduit  l'accumulation des imprécisions numérique et elle est donc parfois recommandée.

### Exemple numérique
Considérons le système linéaire Ax = b suivant : 
{\displaystyle \mathbf {A} \mathbf {x} ={\begin{bmatrix}4&1\\1&3\end{bmatrix}}{\begin{bmatrix}x_{1}\\x_{2}\end{bmatrix}}={\begin{bmatrix}1\\2\end{bmatrix}},}
Deux itérations de l'algorithme du gradient conjugué vont être réalisées pas à pas à en partant du vecteur initial 
{\displaystyle \mathbf {x} _{0}={\begin{bmatrix}2\\1\end{bmatrix}}}
Il est rappelé, que s'il n'y avait pas d'imprécision numérique dans les calculs le présent exemple serait résolu en seulement  n = 2 itérations, puisque ici la matrice est de dimension 2x2 et donc que  x2 devrait, aux erreurs numériques près, retrouver la solution exacte.

#### Solution
La solution exacte de ce système linéaire est obtenu en inversant simplement la matrice A : 
{\displaystyle \mathbf {A} ^{-1}={\begin{bmatrix}3&-1\\-1&4\end{bmatrix}}/11}       et      {\displaystyle \mathbf {x} =\mathbf {A} ^{-1}{\begin{bmatrix}1\\\\2\end{bmatrix}}={\begin{bmatrix}{\frac {1}{11}}\\\\{\frac {7}{11}}\end{bmatrix}}\approx {\begin{bmatrix}0.0909\\\\0.6364\end{bmatrix}}}
Les valeurs initiales de l'algorithme itératifs sont : 
{\displaystyle \mathbf {r} _{0}=\mathbf {b} -\mathbf {A} \mathbf {x} _{0}={\begin{bmatrix}1\\2\end{bmatrix}}-{\begin{bmatrix}4&1\\1&3\end{bmatrix}}{\begin{bmatrix}2\\1\end{bmatrix}}={\begin{bmatrix}-8\\-3\end{bmatrix}}=\mathbf {p} _{0}.}
{\displaystyle \alpha _{0}={\frac {\mathbf {r} _{0}^{\mathsf {T}}\mathbf {r} _{0}}{\mathbf {p} _{0}^{\mathsf {T}}\mathbf {Ap} _{0}}}={\frac {{\begin{bmatrix}-8&-3\end{bmatrix}}{\begin{bmatrix}-8\\-3\end{bmatrix}}}{{\begin{bmatrix}-8&-3\end{bmatrix}}{\begin{bmatrix}4&1\\1&3\end{bmatrix}}{\begin{bmatrix}-8\\-3\end{bmatrix}}}}={\frac {73}{331}}\approx 0.2205}
Lors de la première itération la valeur x1  est une meilleure approximation de la solution exacte:
{\displaystyle \mathbf {x} _{1}=\mathbf {x} _{0}+\alpha _{0}\mathbf {p} _{0}={\begin{bmatrix}2\\1\end{bmatrix}}+{\frac {73}{331}}{\begin{bmatrix}-8\\-3\end{bmatrix}}\approx {\begin{bmatrix}0.2356\\0.3384\end{bmatrix}}.}
et le résidu associé r1 est égal à : 
{\displaystyle \mathbf {r} _{1}=\mathbf {r} _{0}-\alpha _{0}\mathbf {A} \mathbf {p} _{0}={\begin{bmatrix}-8\\-3\end{bmatrix}}-{\frac {73}{331}}{\begin{bmatrix}4&1\\1&3\end{bmatrix}}{\begin{bmatrix}-8\\-3\end{bmatrix}}\approx {\begin{bmatrix}-0.2810\\0.7492\end{bmatrix}}.}
Ce résidu est encore grand et donc il est nécessaire de poursuivre la deuxième itération et donc de calculer les paramètres qui vont être utile pour calculer x2:  (i) d'abord  β0 puis  (ii) la nouvelle direction de recherche p1 et ensuite (iii)  α1 :    
{\displaystyle \beta _{0}={\frac {\mathbf {r} _{1}^{\mathsf {T}}\mathbf {r} _{1}}{\mathbf {r} _{0}^{\mathsf {T}}\mathbf {r} _{0}}}\approx {\frac {{\begin{bmatrix}-0.2810&0.7492\end{bmatrix}}{\begin{bmatrix}-0.2810\\0.7492\end{bmatrix}}}{{\begin{bmatrix}-8&-3\end{bmatrix}}{\begin{bmatrix}-8\\-3\end{bmatrix}}}}=0.0088.}
{\displaystyle \mathbf {p} _{1}=\mathbf {r} _{1}+\beta _{0}\mathbf {p} _{0}\approx {\begin{bmatrix}-0.2810\\0.7492\end{bmatrix}}+0.0088{\begin{bmatrix}-8\\-3\end{bmatrix}}={\begin{bmatrix}-0.3511\\0.7229\end{bmatrix}}.}
{\displaystyle \alpha _{1}={\frac {\mathbf {r} _{1}^{\mathsf {T}}\mathbf {r} _{1}}{\mathbf {p} _{1}^{\mathsf {T}}\mathbf {Ap} _{1}}}\approx {\frac {{\begin{bmatrix}-0.2810&0.7492\end{bmatrix}}{\begin{bmatrix}-0.2810\\0.7492\end{bmatrix}}}{{\begin{bmatrix}-0.3511&0.7229\end{bmatrix}}{\begin{bmatrix}4&1\\1&3\end{bmatrix}}{\begin{bmatrix}-0.3511\\0.7229\end{bmatrix}}}}=0.4122.}
{\displaystyle \mathbf {x} _{2}=\mathbf {x} _{1}+\alpha _{1}\mathbf {p} _{1}\approx {\begin{bmatrix}0.2356\\0.3384\end{bmatrix}}+0.4122{\begin{bmatrix}-0.3511\\0.7229\end{bmatrix}}={\begin{bmatrix}0.0909\\0.6364\end{bmatrix}}.}
x2 est une bien meilleure  approximation de la solution que  x1 et x0  et cela est numériquement déterminé en évaluant le résidu  r2.
{\displaystyle \mathbf {r} _{2}=\mathbf {r} _{1}-\alpha _{1}\mathbf {A} \mathbf {p} _{1}={\begin{bmatrix}-0.2810\\0.7492\end{bmatrix}}-0.4122{\begin{bmatrix}4&1\\1&3\end{bmatrix}}{\begin{bmatrix}-0.3511\\0.7229\end{bmatrix}}\approx {\begin{bmatrix}-0.00009\\-0.00001\end{bmatrix}}.}
Il est également intéressant de vérifier que : {\displaystyle \mathbf {r} _{1}^{\mathsf {T}}\mathbf {r} _{1}=\mathbf {p} _{1}^{\mathsf {T}}\mathbf {r} _{1}} : 
{\displaystyle \mathbf {r} _{1}^{\mathsf {T}}\mathbf {r} _{1}={\begin{bmatrix}-0.2810&0.7492\end{bmatrix}}{\begin{bmatrix}-0.2810\\0.7492\end{bmatrix}}=0.6402}  et 
{\displaystyle \mathbf {p} _{1}^{\mathsf {T}}\mathbf {r} _{1}={\begin{bmatrix}-0.3511&0.7229\end{bmatrix}}{\begin{bmatrix}-0.2810\\0.7492\end{bmatrix}}=0.6402}

### Convergence
On peut montrer le résultat suivant sur la convergence de l'algorithme :
{\displaystyle \|x^{*}-x_{k}\|_{\mathbf {A} }\leqslant 2\left({\frac {{\sqrt {\kappa (\mathbf {A} )}}-1}{{\sqrt {\kappa (\mathbf {A} )}}+1}}\right)^{k}\|x^{*}-x_{0}\|_{\mathbf {A} },}
où {\displaystyle {\sqrt {\kappa (\mathbf {A} )}}} désigne le condisertionnement de la matrice et {\displaystyle \|z\|_{\mathbf {A} }={\sqrt {z^{T}\mathbf {A} z}}.}
La méthode du gradient conjugué a donc une convergence superlinéaire, qui peut être mise à mal par un mauvais conditionnement de la matrice. Elle reste toutefois meilleure que les algorithmes à direction de plus forte pente.

## Solveur
- (en) M1CG1 - A solver of symmetric linear systems by conjugate gradient iterations, using/building a BFGS/ℓ-BFGS preconditioner. Écrit en Fortran-77. Le solveur a l'intérêt d'offrir la possibilité de construire un préconditionneur BFGS ou ℓ-BFGS (en), qui pourra être utile pour la résolution d'un système linéaire avec une matrice proche et un second membre différent.